# Rosatom
Rosatom (rusky Росатом nebo také celým názvem Státní korporace pro atomovou energii Rosatom, rusky Государственная корпорация по атомной энергии Росатом) je ruská státní korporace sídlící v Moskvě se zaměřením na jadernou energetiku.
Společnost vznikla v roce 2007 na základě federálního zákona z téhož roku, a to transformací Federální agentury pro atomovou energii ve státní korporaci. Zmíněná Federální agentura měla kořeny v Ministerstvu atomové energie a průmyslu SSSR, později po rozpadu Sovětského svazu známému pod názvem Ministerstvo pro atomovou energii Ruské federace. V současnosti pod Rosatom spadá přes 360 podniků v různých odvětvích jaderného i nejaderného průmyslu.
Mezi hlavní pole působnosti jednotlivých složek společnosti patří především vývoj a výzkum mírového a vojenského využití nukleární energie, vylepšování bezpečnosti jaderných zařízení a ochrany před ionizujícím zářením. Rosatom se mimo jiné podílí na výrobě izotopů pro lékařskou radiologii, na výrobě superpočítačů i softwaru pro jadernou energetiku. Rosatom má i řadu nejaderných odvětví, například vyrábí syntetická polymerová nanovlákna s využitím v letectví, kosmonautice, automobilovém průmyslu, loďařském průmyslu a těžebním průmyslu. Rosatom jakožto jediná společnost na světě vyrábí jaderné ledoborce pro zprůchodnění tzv. severní cesty nad ruskou Arktidou.
Společnost svou činností jako jedna z mála na světě (další byla francouzská Areva, která se však reorganizací v letech 2016 - 2018 rozdělila na dvě části, které pokrývají různé segmenty trhu ) pokrývá celý jaderný cyklus, počínaje těžbou uranu (Uranový holding ARMZ), výrobou jaderného paliva (TVEL, a.s., dodával i pro české JE), konstrukcí jaderných reaktorů po kompletní výstavbu jaderných elektráren (Atomenergoprom, a. s. ; OKB Gidropress), nakládání s vyhořelým jaderným palivem a likvidaci odstavených reaktorů. Spravuje také ruskou flotilu atomových ledoborců. 
V letech 2005 - 2016 vedl společnost bývalý ruský ministr energetiky a premiér Sergej Kirijenko. Od října 2016 ji vede bývalý ruský poslanec a náměstek ministra ekonomického rozvoje Alexej Lichačov.
V roce 2018 byla společnost Rosatom první na světě v počtu zakázek na výstavbu jaderných reaktorů s nejlepšími referencemi a zkušenostmi. Americká konkurence Westinghouse se od roku 2017 vzpamatovává z nedávného bankrotu. Rosatom měl ke konci roku 2019 ve svém portfoliu ve výstavbě 36 jaderných reaktorů ve více než 12 zemích světa. Jediným konkurentem Rosatomu v jaderné energetice je dle západních odborníků pouze Čína.

## Činnosti a struktura korporace
Struktura Rosatomu se dělí do několika divizí. Mezi hlavní patří: těžební, palivová, strojírenská, inženýringová, elektroenergetická a vědecká a inovativní.

### Těžba uranu
Těžební divize se zabývá průzkumem ložisek uranu, jeho těžbou a zpracováním. V jejím čele stojí společnost ARMZ (celým názvem Atomredmetzoloto). Na domácí půdě je nejvýznamnější společností PPGCHO, která těží zhruba 90 % domácího uranu. Zahraniční aktivity spravuje společnost Uranium One, původně kanadská společnost stoprocentně vlastněná Rosatomem. Při součtu produkce uranu společnostmi ARMZ a Uranium One byl Rosatom v roce 2019 druhým největším producentem uranu na světě. V zásobách uranu je na druhém místě ve světě.

### Výroba jaderného paliva
Palivová divize je vedená společností TVEL a konsoliduje aktivity zaměřené na konverzi a obohacování uranu, výrobu obohacovacích centrifug a fabrikaci jaderného paliva. Rosatom provozuje přes 40 % světové kapacity v obohacování uranu, což z něj v této oblasti dělá světového lídra. Obohacovací závody korporace se nacházejí v Angarsku, Zelenogorsku, Novouralsku a Seversku v Ruské federaci. Zahraniční činnosti Rosatomu v oblasti začátku jaderného palivového cyklu spravuje společnost Techsnabexport (obchodní značka TENEX).
TVEL dodávala palivo i do českých jaderných reaktorů. Palivo do Dukovan dodávala od jejich uvedení do provozu a v roce 1994 byl vyhlášen tendr na další dodávky paliva, ve kterém nakonec zvítězil TVEL. Smlouva vzešlá z tohoto tendru platí do konce provozu dukovanských bloků. Do Temelína dodával palivo nejprve americký Westinghouse a v roce 2006 zvítězil v tendru TVEL. Palivo do Temelína dodával od roku 2010. Po začátku ruské invaze na Ukrajinu obě elektrárny přešly na palivo od dodavatelů z jiných zemí, palivo ruského původu ale bude v JE Dukovany užíváno až do roku 2028. Ruské palivo používají také výzkumné reaktory LVR-15 a LR-0 a školní reaktor VR-1. Poslední dodávka paliva pro LVR-15 proběhla v roce 2020.
V Angarsku se nachází mezinárodní banka obohaceného uranu (provozovaná společností International Uranium Enrichment Centre), která spadá pod Mezinárodní agenturu pro atomovou energii (MAAE). Byla zřízena v roce 2007 a zajišťuje přístup ke službám obohacování uranu, aniž by bylo nutné přenášet citlivou technologii nebo vývoj omezený mezinárodními iniciativami do cílových zemí. Představuje nezávislou uranovou banku, kterou mohou využít členské země MAAE, pokud by z politických důvodů ztratily přístup k obohacenému uranu na otevřeném trhu.

### Výroba elektřiny
Divizi výroby elektřiny vede Koncern Rosenergoatom, který je provozovatelem všech ruských jaderných elektráren. V říjnu 2020 bylo v Rusku v provozu 38 jaderných bloků v 11 jaderných elektrárnách. Tyto elektrárny mají celkový výkon 28,5 GWe a v roce 2019 vyrobily 196 TWh elektřiny, což odpovídalo 19,7 % domácí výroby elektřiny.

### Výroba komponent pro jaderné elektrárny
Strojírenskou divizi řídí holdingová společnost Atomenergomaš. Ta spojuje řadu velkých strojírenských podniků, které vyrábějí komponenty pro jadernou a klasickou energetiku a pro ropný, chemický a lodní průmysl. Výrobní podniky se nacházejí v Rusku, na Ukrajině, v Česku a v Maďarsku. V Česku jde o opavskou armaturku Arako, která je součástí Atomenergomaše od roku 2007. Holding měl v roce 2018 přes 18 tisíc zaměstnanců a je největším výrobcem komponent pro reaktory VVER a pro průmyslové rychlé reaktory řady BN.

### Výstavba jaderných elektráren
Inženýringovou divizi vede po reorganizaci dokončené v roce 2016 společnost IK ASE (dříve NIAEP). Divizi tvoří především společnosti IK ASE, ASE, Atomenergoprojekt a Atomprojekt a dále řada menších společností. Propagaci a řízení projektů Rosatomu v zahraniční má na starosti společnost Rusatom Overseas založená v roce 2011. V roce 2015 z ní byla vydělena společnosti Rusatom Energy International, která řídí projekty výstavby jaderných elektráren v zahraničí.
Rosatom je jedním ze světových lídrů v počtu projektů na výstavbu jaderných bloků, které jsou ve fázi realizace.
V posledních letech patřilo k jeho velkým projektům na domácí půdě dokončování bloků typu VVER-1000, jejichž výstavba byla v 90. letech přerušena. Šlo o 2., 3. a 4. blok Rostovské jaderné elektrárny a o 4. blok Kalininské jaderné elektrárny. Zásadním projektem byla výstavba pilotních projektů typu VVER-1200, která se uskutečnila v jaderných elektrárnách Novovoroněžská II a Leningradská II. V současnosti Rosatom pokračuje výstavbou pilotních bloků typu VVER-TOI, které vznikají v jaderné elektrárně Kurská II.
V zahraničí dnes Rosatom staví bloky typu VVER-1000 a VVER-1200. V případě reaktorů VVER-1000 jde o modernizované verze vyvinuté v 90. letech, které používají nové bezpečnostní systémy typické pro bloky VVER-1200 generace III+:
- v Číně v letech 1999 až 2018 postavil 4 bloky typu VVER-1000 v jaderné elektrárně Tchien-wan.[34][35] V červnu 2019 uzavřel smlouvu na stavbu 7. a 8. bloku s reaktory VVER-1200 v jaderné elektrárně Tchien-wan a 3. a 4. bloku v jaderné elektrárně Sü-ta-pao také s reaktory VVER-1200.[36]
- v Indii postavil v letech 2002 až 2017 dva bloky typu VVER-1000 jaderné elektrárny Kúdankulam.[37][38] Projekt pokračuje výstavbou 3. a 4. bloku a v roce 2017 byla podepsána rámcová smlouva i na 5. a 6. blok stejného typu.
- v Íránu v letech 1996 až 2013 dokončil výstavbu 1. bloku jaderné elektrárny Búšehr.[39] Elektrárnu původně rozestavěla německá společnost a Rosatom do původního kontejnmentu zabudoval reaktor VVER-1000, ruskou turbínu a další komponenty.[40] V roce 2019 začala výstavba 2. bloku s reaktorem VVER-1000 a jednalo se o stavbě až 8 nových bloků.
- v Bělorusku staví od roku 2013 Běloruskou jadernou elektrárnu s reaktory VVER-1200.[41] V srpnu 2020 bylo zahájeno zavážení paliva do aktivní zóny 1. bloku a 7. listopadu byl 1. blok slavnostně spuštěn.[42]
- v Bangladéši se staví jaderná elektrárna Rooppur se dvěma bloky typu VVER-1200. Smlouva v hodnotě 12,65 miliard dolarů byla podepsána v roce 2015[43] a výstavba 1. bloku začala v roce 2017.[44]
- v Turecku probíhá od roku 2018 výstavba jaderné elektrárny Akkuyu, která bude mít 4 bloky typu VVER-1200.[45] Jde o první jadernou elektrárnu na světě realizovanou podle schématu BOO (build-own-operate, kdy jedna společnost elektrárnu staví, vlastní a provozuje).[46] V roce 2017 byla podepsána smlouva o výstavbě jaderné elektrárny El-Dabaa v Egyptě, kde budou rovněž postaveny 4 bloky VVER-1200.[47]
- ve Finsku staví jadernou elektrárnu Hanhikivi s jedním blokem typu VVER-1200. V roce 2014 byl pro tuto lokalitu schválen projekt VVER-1200[48] a v roce 2016 začaly na staveništi první výkopové práce.[49]
- v Maďarsku staví jadernou elektrárnu Paks II, která v budoucnu nahradí stávající bloky VVER-440 z 80. let. V roce 2014 byly podepsány prováděcí smlouvy[50] a v červnu 2020 byla předána dokumentace k žádosti o stavební povolení.[51]
- v roce 2018 podepsal smlouvu s Uzbekistánem o výstavbě dvou bloků VVER-1200.[52]
- v listopadu 2020 byla spuštěná běloruská elektrárna Ostrovec s bloky VVER-1200 III+ generace[53]

Rosatom patřil v rámci česko-ruského konsorcia MIR.1200 mezi účastníky tendru na rozšíření Temelína, který byl zrušen v roce 2014.